# Княжество Ансбах
Княжеството Ансбах или Маркграфство Бранденбург-Ансбах (на немски: Fürstentum Ansbach, Markgraftum Brandenburg-Ansbach) е от 1398 до 1792 г. територия на Франкската империя, управлявано от франкските странични линии на Дом Хоенцолерн със столица град Ансбах.
През 1385 г. Фридрих V, бургграф на Нюрнберг († 1398) определя чрез Dispositio Fridericiana бъдещето разделение на Бургграфство Нюрнберг между двамата му си сина. То е долнопланинската част на Бургграфство Нюрнберг (1105 – 1440), a от горнопланинската част се създава през 1398 г. Княжество Байройт. По-големият му син Йохан III († 1420) получава Княжество Бранденбург-Кулмбах, а Фридрих VI получава Княжество Ансбах (1398 – 1440). През 1420 г. след смъртта на брат му Фридрих VI наследява княжество Бранденбург-Кулмбах и става на 30 април 1415 г. като Фридрих I маркграф и курфюрст на маркграфство Бранденбург.
Княжеството Ансбах е управлявано често (1495 – 1515, 1557 – 1603 и 1769 – 1791) в персоналунион с Княжество Кулмбах (или от 1604 г. Байройт), но остава до края на старата империя самостоятелна територия. През декември 1791 г. княжеството Ансбах заедно с княжеството Байройт е продадено от последния маркграф Кристиан Фридрих Карл Александър чрез таен договор за доживотна пенсия (от 300 000 гулдена годишно) на Прусия на Фридрих Вилхелм II и отива в Англия. От 1792 г. пруското княжество като Ансбах-Байройт е управлявано заедно с Фридрих Вилхелм II в началото от Карл Август фон Харденберг. През 1806 г. още преди загубата на Прусия чрез размяна на територии от Наполеон (pays reservés) княжеството Ансбах-Байройт преминава към Кралство Бавария.